# O propósito de um sistema é o que ele faz
O propósito de um sistema é o que ele faz (também conhecido pelo acrônimo POSIWID, do inglês The purpose of a system is what it does), é uma Heurística de pensamento de sistemas cunhada por Stafford Beer, que afirmou que "não há sentido em afirmar que o propósito de um sistema é aquele no qual ele sempre falha ao executá-lo". O termo é amplamente usado pelos teóricos dos sistemas, e é geralmente invocado para contrapor a noção de que o fim precípuo de um sistema pode ser lido a partir das intenções dos seus projetistas, operadores ou promotores. Quando os efeitos colaterais ou consequências não intencionais de um sistema revelam que seu comportamento é mal compreendido, então essa perspectiva POSIWID pode equilibrar as compreensões políticas do comportamento do sistema com uma visão mais direta e descritiva.

## Origens do termo
Stafford Beer cunhou o termo POSIWID em seus livros e posteriormente usou-o muitas vezes em discursos em instituições públicas. Em seu discurso à Universidade de Valladolid, Espanha, em outubro de 2001, ele disse:
 
Segundo o especialista em Cibernética, o propósito de um sistema é o que ele faz. Representa o fato concreto, que constitui um melhor ponto de partida na busca de entendimento do que as atribuições familiares de boa intenção, preconceitos sobre expectativas, julgamento moral ou pura ignorância das circunstâncias.

## Usos
De uma perspectiva cibernética, sistemas complexos não são controláveis por noções simples de gerenciamento, e as intervenções em um sistema podem ser melhor compreendidas observando como elas afetam o comportamento observado do sistema. O termo também é usado em muitos outros campos, incluindo biologia e gestão. Enquanto um cibernético pode aplicar o princípio aos resultados inexoravelmente produzidos pela dinâmica mecânica de um sistema de atividade, um cientista de gestão pode aplicá-lo aos resultados produzidos pelo interesse próprio de atores que desempenham papéis em uma empresa ou outra instituição.